# Maeda Masafumi
Masafumi Maeda (sinh ngày 25 tháng 1 năm 1983) là một cầu thủ bóng đá người Nhật Bản.

## Sự nghiệp câu lạc bộ
Masafumi Maeda đã từng chơi cho Gamba Osaka, Ventforet Kofu và Thespa Kusatsu.